# Kévin Parsemain
Kévin Parsemain (Le François, Martinica, 13 de febrero de 1988) es un futbolista martiniqués que juega para la selección de fútbol de Martinica, en la cual  es el máximo goleador en la historia del equipo. Actualmente juega en el  Golden Lion del Campeonato Nacional de Martinica.

## Carrera de club
Parsemain debutó con el equipo martiniqués Club Franciscain. Para la temporada 2006–07, Parsemain se mudó a Francia y firmó con el equipo B de Le Mans FC. Jugó dos temporadas y media en el club.  En el mercado de fichajes de invierno de la temporada 2008–09,  firmó como reserva en el Evian Thonon Gaillard F.C., conocido en ese entonces como Olympique Croix de Savoie.  Hizo una aparición, jugando los últimos 20 minutos en una victoria de 2–1 sobre Cherbourg. La condición y participación de Parsemain con el Olympique Croix de Savoie se vino abajo por una lesión en la ingle. En ese momento, regresó a Martinica y firmó con el RC Rivière-Pilote en 2009.
En enero de 2014, medios de comunicación de Caribe informaron que Parsemain había firmado con Seattle Sounders FC de la Major League Soccer. Fue más tarde que se confirmó que Parsemain, en efecto, estaba haciendo las pruebas con el club. Durante la prueba de pretemporada, Parsemain marcó dos goles en los primeros 105 minutos del juego contra los otros aspirantes de MLS, haciendo una volea impresionante desde la parte superior del área de penalti.  En aquel momento de la pretemporada, Parsemain estaba empatado con el nigeriano Obafemi Martins como el máximo anotador del equipo, siendo uno de los jugadores más destacados de entre los aspirantes a firmar un contrato con el club. Parsemain firmó oficialmente con el Sounders el 28 de marzo de 2014.  Aun así, pocas semanas después de firmar,  sufrió un desgarre de ligamento cruzado anterior y se esperaba que se perdiera de seis a siete meses y que no participara en la Mayor League Soccer 2014. Seattle cedió a Parsemain en marzo de 2015.
En agosto de 2015, Parsemain unió cinco otro profesional francés en DC Motema Pembe del congoleño Linafoot para la temporada 2015/2016.

## Carrera internacional
Parsemain debutó como internacional en 2008.

### Goles internacionales
Las puntuaciones y los resultados listan primero los goles de Martinica.
| #  | Fecha                    | Estadio                                                     | Rival                     | Puntuación | Resultado | Competición                                             |
| -- | ------------------------ | ----------------------------------------------------------- | ------------------------- | ---------- | --------- | ------------------------------------------------------- |
| 1  | 30 de mayo de 2010       | Pogress Park, Parroquia de Saint Andrew (Granada)           | Granada                   | 1–0        | 2–2       | Amistoso                                                |
| 2  | 28 de agosto de 2010     | Estadio Nacional George Odlum, Vieux Fort                   | Santa Lucía               | 1–0        | 1–1       | Amistoso                                                |
| 3  | 23 de septiembre de 2010 | Parc des Deportes des Maisons Coloretes, Bry-sur-Marne      | Tahití                    | 3–1        | 4–1       | 2010 Coupe de l'Outre-Mer                               |
| 4  | 26 de septiembre de 2010 | Stade Henri-Longuet, Viry-Châtillon                         | Nueva Caledonia           | 3–0        | 4–0       | 2010 Coupe de l'Outre-Mer                               |
| 5  | 3 de marzo de 2012       | Stade Georges-Gratiant, Le Lamentin                         | Guadalupe                 | 1–1        | 1–2       | Amistoso                                                |
| 6  | 2 de mayo de 2012        | Stade Georges-Gratiant, Le Lamentin                         | Guyana                    | 1–0        |           | Amistoso                                                |
| 7  | 5 de septiembre de 2012  | Stade Georges-Gratiant, Le Lamentin                         | Islas Vírgenes Británicas | 3–0        | 16–0      | Clasifacación de la Copa del Caribe de 2012             |
| 8  | 5 de septiembre de 2012  | Stade Georges-Gratiant, Le Lamentin                         | Islas Vírgenes Británicas | 8–0        | 16–0      | Clasifacación de la Copa del Caribe de 2012             |
| 9  | 5 de septiembre de 2012  | Stade Georges-Gratiant, Le Lamentin                         | Islas Vírgenes Británicas | 9–0        | 16–0      | Clasifacación de la Copa del Caribe de 2012             |
| 10 | 5 de septiembre de 2012  | Stade Georges-Gratiant, Le Lamentin                         | Islas Vírgenes Británicas | 11–0       | 16–0      | Clasifacación de la Copa del Caribe de 2012             |
| 11 | 5 de septiembre de 2012  | Stade Georges-Gratiant, Le Lamentin                         | Islas Vírgenes Británicas | 13–0       | 16–0      | Clasifacación de la Copa del Caribe de 2012             |
| 12 | 5 de septiembre de 2012  | Stade Georges-Gratiant, Le Lamentin                         | Islas Vírgenes Británicas | 15–0       | 16–0      | Clasifacación de la Copa del Caribe de 2012             |
| 13 | 7 de septiembre de 2012  | Stade En Camée, Rivière-Pilote                              | Montserrat                | 1–0        | 5–0       | Clasifacación de la Copa del Caribe de 2012             |
| 14 | 7 de septiembre de 2012  | Stade En Camée, Rivière-Pilote                              | Montserrat                | 3–0        | 5–0       | Clasifacación de la Copa del Caribe de 2012             |
| 15 | 7 de septiembre de 2012  | Stade En Camée, Rivière-Pilote                              | Montserrat                | 4–0        | 5–0       | Clasifacación de la Copa del Caribe de 2012             |
| 16 | 7 de septiembre de 2012  | Stade En Camée, Rivière-Pilote                              | Montserrat                | 5–0        | 5–0       | Clasifacación de la Copa del Caribe de 2012             |
| 17 | 9 de septiembre de 2012  | Estadio Pierre Aliker, Fort-de-France                       | Surinam                   | 1–0        | 2–2       | Clasifacación de la Copa del Caribe de 2012             |
| 18 | 22 de septiembre de 2012 | Estadio Jean-Bouin (París), Issy-les-Moulineaux             | Nueva Caledonia           | 1–0        | 2–0       | 2012 Coupe de l'Outre-Mer                               |
| 19 | 22 de septiembre de 2012 | Estadio Jean-Bouin (París), Issy-les-Moulineaux             | Nueva Caledonia           | 2–0        | 2–0       | 2012 Coupe de l'Outre-Mer                               |
| 20 | 26 de septiembre de 2012 | Parc des Deportes, Saint-Ouen-l'Aumône                      | Mayotte                   | 1–0        | 3–0       | 2012 Coupe de l'Outre-Mer                               |
| 21 | 12 de diciembre de 2012  | Estadio Sir Vivian Richards, Saint John (Antigua y Barbuda) | Guayana Francesa          | 2–0        | 3–1       | Copa del Caribe de 2012                                 |
| 22 | 14 de diciembre de 2012  | Antigua Recreation Ground, Saint John (Antigua y Barbuda)   | Trinidad y Tobago         | 1–0        | 1–1       | Copa del Caribe de 2012                                 |
| 23 | 14 de julio de 2013      | Broncos Stadium at Mile High, Denver                        | México                    | 1–2        | 1–3       | Copa de Oro de la Concacaf 2013                         |
| 24 | 23 de marzo de 2016      | Estadio Pierre Aliker, Fort-de-France                       | Islas Vírgenes Británicas | 1–0        | 3–0       | Clasificación de la Copa del Caribe de 2017             |
| 25 | 11 de octubre de 2016    | Estadio Pierre Aliker, Fort-de-France                       | Trinidad y Tobago         | 1–0        | 2–0       | Clasificación de la Copa del Caribe de 2017             |
| 26 | 26 de abril de 2017      | Stade Georges-Gratiant, Le Lamentin                         | Guadalupe                 | 1–0        | 4–1       | Amistoso                                                |
| 27 | 26 de abril de 2017      | Stade Georges-Gratiant, Le Lamentin                         | Guadalupe                 | 3–0        | 4–1       | Amistoso                                                |
| 28 | 8 de julio de 2017       | Nissan Stadium, Nashville                                   | Nicaragua                 | 1–0        | 2–0       | Copa de Oro de la Concacaf 2017                         |
| 29 | 12 de julio de 2017      | Raymond James Stadium, Tampa                                | Estados Unidos            | 1–2        | 2–3       | Copa de Oro de la Concacaf 2017                         |
| 30 | 12 de julio de 2017      | Raymond James Stadium, Tampa                                | Estados Unidos            | 2–2        | 2–3       | Copa de Oro de la Concacaf 2017                         |
| 31 | 14 de octubre de 2018    | Juan Ramón Loubriel Stadium, Bayamón                        | Puerto Rico               | 1–0        | 1–0       | Clasificación para la Liga de Naciones Concacaf 2019-20 |
| 32 | 16 de octubre de 2018    | Stade Pierre-Aliker, Fort-de-France                         | Islas Vírgenes Británicas | 1–0        | 4–0       | Clasificación para la Liga de Naciones Concacaf 2019-20 |
| 33 | 16 de octubre de 2018    | Stade Pierre-Aliker, Fort-de-France                         | Islas Vírgenes Británicas | 3–0        | 4–0       | Clasificación para la Liga de Naciones Concacaf 2019-20 |
| 34 | 19 de noviembre de 2018  | Stade Pierre-Aliker, Fort-de-France                         | Antigua y Barbuda         | 4–1        | 4–2       | Clasificación para la Liga de Naciones Concacaf 2019-20 |
| 35 | 23 de junio de 2019      | Bank of America Stadium, Charlotte                          | México                    | 1–1        | 2–3       | Copa de Oro de la Concacaf 2019                         |

## Palmarés
- Máximo goleador del Championnat: 2010/11 (20 goles en 24 partidos)[13]